# Plesso lombare
Il plesso lombare è uno dei sei plessi nervosi appartenenti al sistema nervoso periferico costituito dai rami anteriori dei nervi spinali.
È formato dai rami anteriori di primo, secondo, terzo e parte del quarto nervo lombare (L1-L4), che sono collegati tra loro da anse anastomotiche nella regione lombare lateralmente alla colonna vertebrale nello spessore del muscolo grande psoas. L1 riceve un ramo anastomotico dall'ultimo nervo intercostale.
Il plesso ha la forma di un triangolo, con la base rivolta verso la colonna vertebrale e l'apice diretto in basso.

## Struttura
Ogni ramo anteriore dà origine a 2 rami periferici e a un'ansa anastomotica che va a unirsi con il nervo sottostante:
- Da L1 originano il nervo ileoipogastrico e il nervo ileoinguinale, infine un'ansa diretta a L2, con la quale forma il nervo genitofemorale.
- Da L2 originano il nervo cutaneo laterale della coscia, dato dall'unione con un'ansa di L3, il nervo genitofemorale, e l'ansa superiore delle radici dei nervi otturatorio e femorale.
- Da L3 originano le radici medie dei nervi otturatorio e femorale e un'ansa diretta a L4.
- Da L4 originano le radici inferiori dei nervi otturatorio e femorale e un'ansa detta tronco lombosacrale che entra nella costituzione del plesso sacrale.

L'ansa fra L3 e L4 può mancare: in questo caso l'anastomosi origina dalla radice media del nervo femorale.

## Rami
I nervi otturatorio e femorale sono considerati rami terminali, mentre i nervi ileoipogastrico, ileoinguinale, genitofemorale e cutaneo laterale della coscia sono considerati rami collaterali lunghi.
Esistono anche vari rami collaterali brevi di natura motoria diretti ai muscoli grande psoas, piccolo psoas, quadrato dei lombi e intertrasversari laterali.